# Jerzy Mniszech (wojewoda sandomierski)
Jerzy Mniszech herbu własnego (ur. ok. 1548, zm. 16 maja 1613) – kasztelan radomski od 1582, wojewoda sandomierski od 1589, krajczy wielki koronny w 1574, żupnik ruski, starosta generalny ruski w latach 1593-1613, starosta samborski, sanocki, rohatyński, starosta dembowiecki od 1571 roku, starosta szczyrzecki w 1593 roku, starosta sokalski w 1564 roku, starosta drohowyski w 1578 roku, organizator i uczestnik Dymitriady.

## Życiorys

### Rodzina i edukacja
Rodzicami jego byli Mikołaj Mniszech podkomorzy nadworny, burgrabia krakowski i Barbara z Kamienieckich (zm. ok. 1569).
Wychowywał się w rodzinie kalwińskiej. W latach 1560–1563 kształcił się na Uniwersytecie Albrechta w Królewcu. W 1563 r. przeniósł się na Uniwersytet w Lipsku. Po powrocie do Polski przeszedł na katolicyzm (podobnie jak rodzeństwo i żona) i stał się wielkim darczyńcą Bernardynów Lwowskich. Ożenił się z Jadwigą Tarło (córką Mikołaja Tarło – sekretarza królewskiego i Jadwigi Stadnickiej) i otrzymał w spadku dobra ziemskie m.in. Potok, Dębowiec, Sambor, Laszki Murowane, Chyrów i Bąkowice. W Samborze jako starosta samborski miał swoją siedzibę.
W zawartym małżeństwie z Jadwigą Tarłówną urodzili się:
- Mikołaj Mniszech (1587-1613)
- Maryna Mniszchówna (1588-1614) – mąż: Dymitr Samozwaniec I, Dymitr Samozwaniec II
- Urszula Mniszchówna (zm. 1622) – mąż: Konstanty Wiśniowiecki
- Eufrozyna Mniszchówna – mąż: Hermolaus Jordan
- Stanisław Bonifacy Mniszech (1580-1644) – żona: Zofia  Mniszech ks. Hołowczyńska
- Stefan Jan Mniszech – starosta  sanocki
- Franciszek Bernard Mniszech (1590-1661) – żona: Barbara Mniszech Stadnicka ze Żmigrodu; ich syn: Jerzy-Jan Mniszech (1664) żonaty był z Anną Chodkiewiczówną
- Anna  Mniszchówna – mąż: Piotr Szyszkowski

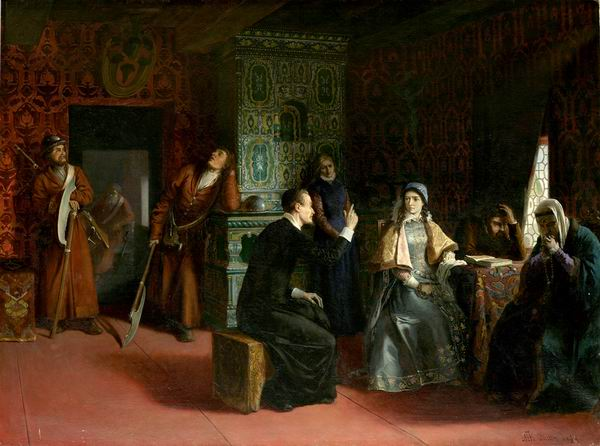
Maryna Mniszchówna wraz z ojcem w niewoli rosyjskiej w Jarosławiu

Poseł na sejm konwokacyjny 1573 roku z ziemi sanockiej. Sędzia kapturowy ziemi sanockiej w 1587 roku. Podpisał pacta conventa Zygmunta III Wazy w 1587 roku. W 1587 roku podpisał reces, sankcjonujący wybór Zygmunta III Wazy. W 1589 roku był sygnatariuszem ratyfikacji traktatu bytomsko-będzińskiego na sejmie pacyfikacyjnym.

### Związki z Dymitrem Samozwańcem I
Na początku lutego 1604 r. król Zygmunt III Waza wezwał Dymitra Samozwańca do Krakowa. W drodze do Krakowa Dymitr zatrzymał się w Samborze siedzibie Jerzego Mniszcha wojewody sandomierskiego i starosty samborskiego. W Samborze zapadła decyzja, że protektorem Dymitra w Rzeczypospolitej będzie Jerzy Mniszech. Przed końcem lutego 1604 r. Jerzy Mniszech z Dymitrem dotarł do Krakowa, gdzie obaj zostali przyjęci przez króla Zygmunta III. Dymitr odbył dwie dysputy z jezuitami i przyjął z ich rąk wiarę katolicką. Jerzy Mniszech uzyskał milczącą zgodę króla na wyprawę Dymitra do Moskwy. W kwietniu 1604 r. Jerzy Mniszech i Dymitr opuścili Kraków i udali się do Sanoka, gdzie starostą był Stanisław Mniszech, syn Jerzego. W tym czasie odbywała się w Sanoku sesja sądów grodzkich i Jerzy Mniszech wykorzystał okazję, aby pozyskać szlachtę sanocką do poparcia spraw Dymitra.  25 maja 1604 r. po powrocie do Sambora Dymitr podpisał dokument, w którym za pomoc z dobyciu tronu moskiewskiego zobowiązywał się natychmiast po objęciu tronu poślubić córkę Jerzego Mniszcha Marynę. Przyrzekł również nadanie Jerzemu Mniszchowi połowę księstwa smoleńskiego z samym Smoleńskiem oraz wypłatę miliona złotych polskich w gotówce, a Marynie Mniszchównie nadanie w samodzielne władanie Pskowa i Nowogrodu Wielkiego. Jerzy Mniszech we Lwowie i jego okolicach rozpoczął gromadzenie wojsk na wyprawę Dymitra. Przygotowania do wyprawy zakończono 25 sierpnia 1604 r. W tym dniu Jerzy Mniszech i Dymitr opuścili Sambor udali się do Glinian małego miasteczka nieopodal Lwowa, gdzie było zgromadzone wojsko mające brać udział w wyprawie do Moskwy. Do Glinian przybyli we wrześniu 1604 r. Jerzego Mniszcha wybrano na hetmana czyli naczelnego dowódcę, a na pułkowników mianowano Adama Dworzyckiego, Stanisława Gogolińskiego oraz Adama Żulickiego. 13 września 1604 r. armia Jerzego Mniszcha i Dymitra ruszyła w kierunku Kijowa, do którego przybyła 17 października 1604 r. Już 23 października armia przeprawiła się przez Dniepr i wkroczyła do na terytorium Carstwa Moskiewskiego do Ziemi Siewierskiej. Do armii dołączyło około 2000 Kozaków dońskich oraz trzy pułki Kozaków zaporoskich liczących około 2000 żołnierzy. Bez walki zajęto Morawsk, umocniony gródek, którego mieszkańcy i wojsko oddali się pod panowanie Dymitra 31 października 1604 r. Następnym miastem zajętym bez walki przez armię Jerzego Mniszcha i Dymitra był Czernihów. Car Borys Godunow wysłał na pomoc Czernihowowi niewielkie siły pod dowództwem księcia Nikity Trubeckiego i Piotra Basmanowa. Na wiadomość o poddaniu się Czernihowa Basmanow wycofał się do Nowogrodu Siewierskiego. Jerzy Mniszech i Dymitr z wojskiem dotarli do Nowogrodu Siewierskiego 21 listopada 1604 r. i rozpoczęli oblężenie. Car Borys Godunow wysłał na pomoc oblężonym swoje główne siły pod dowództwem księcia Fiodora Mścisławskiego. Dotarły one pod Nowogród Siewierski 28 grudnia 1604 r. Armię Jerzego Mniszcha i Dymitra od sił moskiewskich dzieliła mała rzeczka Urzuj. Do bitwy pod Nowogrodem Siewierskim doszło 31 grudnia 1604 r. Jerzy Mniszech uderzył siłami składającymi się prawie wyłącznie z oddziałów polskich, w tym husarii na wojska moskiewskie dowodzone przez Fiodora Mścisławskiego i całkowicie je rozbił. Jerzy Mniszech nie kontynuował pościgu za rozbitymi wojskami moskiewskimi. Po zwycięskiej bitwie w armii Dymitra nastąpił rozłam. Wojsku polskiemu nie wypłacono żołdu. 14 stycznia 1605 r. Dymitra opuściła znaczna część polskich oddziałów, a wraz z nimi Jerzy Mniszech pod pretekstem złego stanu zdrowia i konieczności udania się na obrady sejmu. Armia Dymitra pozbawiona pomocy polskich oddziałów została pokonana przez wojska moskiewskie pod Dobryniczami 31 stycznia 1605 r. i wycofała się do Putywla.
23 kwietnia 1605 r. niespodziewanie zmarł car Borys Godunow. W Moskwie kniaziowie Szujscy wzniecili powstanie przeciwko jego następcy Fiodorowi Godunowowi. Dymitr Samozwaniec pozyskawszy nowe potężne poparcie wkroczył 30 czerwca 1605 r. do Moskwy. Uroczysta koronacja na cara odbyła się 31 lipca 1605 r. w obecności Marii Nagoj, wdowy po Iwanie Groźnym, która „rozpoznała” w Dymitrze swojego „syna”.
Ślub Maryny Mniszchówny z Dymitrem Samozwańcem odbył się  w Krakowie per procura 22 listopada 1605 r. w obecności króla Zygmunt III Wazy. Ślubu udzielił biskup krakowski Bernard Maciejowski. Przedtem Jerzy Mniszech otrzymał od Dymitra za pośrednictwem posła Własiewa pięćset tysięcy rubli i kosztowne dary. 3 stycznia 1606 r. Jerzy Mniszech otrzymał od Dymitra trzysta tysięcy złotych polskich na pokrycie kosztów podróży do Moskwy. 2 marca 1606 r. Jerzy Mniszech wraz z córką Maryną i orszakiem  wyruszył z Sambora w podróż do Moskwy na uroczystość zaślubin i koronacji Maryny. 18 kwietnia 1606 r. przekroczyli granicę Rzeczypospolitej z Carstwem Moskiewskim. 12 maja 1606 r. odbył się uroczysty wjazd Maryny i towarzyszącego jej ojca do Moskwy.  Jerzy Mniszech  brał udział w uroczystej koronacji Maryny, która odbyła się w Soborze Uspieńskim na Kremlu 18 maja (8 maja według kalendarza juliańskiego) 1606 r. Zaraz po koronacji odbyła się uroczystość zaślubin Maryny i Dymitra według obrządku prawosławnego (mimo że pan młody w tajemnicy przeszedł na katolicyzm). Taka kolejność ceremonii była naruszeniem dotychczasowych zwyczajów. Przeciwko Dymitrowi i Marynie Mniszchównie zawiązano spisek, ma którego czele stanął Wasyl Szujski, a jednym z uczestników sprzysiężenia był Iwan Romanow. W nocy z 26 na 27 maja (16 na 17 maja według kalendarza juliańskiego) 1606 r., gdy na Kremlu trwały jeszcze uroczystości weselne, spiskowcy przystąpili do działania. Zaatakowano Kreml.  Cara Dymitra Samozwańca i około 500 Polaków przebywających na Kremlu zamordowano. Carem ogłoszono Wasyla Szujskiego. Jerzego Mniszcha i jego córkę Marynę uwięziono, a następnie 26 sierpnia 1606 r. zesłano do Jarosławla.
W akcie rozejmu polsko-moskiewskiego z 23 lipca 1608 r. umieszczono punkt zabraniający Jerzemu Mniszchowi uznanie drugiego Dymitra Samozwańca za zięcia. Marynie Mniszchównie zakazano używania tytułu carowej. Pod takimi warunkami Jerzy Mniszech i jego córka Maryna zostali uwolnieni 2 sierpnia 1608 r. przez Wasyla Szujskiego i mogli powrócić do Polski.

### Związki z Dymitrem Samozwańcem II
14 września 1608 r. Jerzy Mniszech z córką Maryną zostali sprowadzeni przez podjazd Aleksandra Zborowskiego do Tuszyna gdzie znajdował się obóz drugiego Dymitra Samozwańca.  Jerzy Mniszech rozpoznał w nowym Samozwańcu swego zięcia, w zamian za co otrzymał od niego zapis na 300 tys. rubli oraz 14 zamków w ziemi siewierskiej. Kilka dni trwało, zanim Jerzy Mniszech z pomocą krewnych przekonał Marynę, aby uznała drugiego Dymitra za swojego cudem ocalałego męża. W najgłębszej tajemnicy Maryna poślubiła drugiego Dymitra. W styczniu 1609 r. Jerzy Mniszech udał się na obrady sejmu. Tam wraz z przyjaciółmi działał przeciw planom wojennym króla Zygmunta III.
Jerzy Mniszech zmarł między 6 a 18 maja 1613 r.
W 1614 r. Dymitr Samozwaniec II został zamordowany przez Piotra Urusowa na Niedźwiedzim Ostrowiu – nad brzegiem rzeki Ural.
Na rozkaz cara Michała Romanowa w Moskwie powieszono, carewicza Iwana Dymitra – wnuka Jerzego Mniszcha – syna Maryny a ich poplecznika Kozaka Iwana Zaruckiego, trzeciego męża, wbito na pal.